# Économat des armées
L'Économat des Armées (EdA) est un établissement public à caractère industriel et commercial français, au service des forces armées. Ses cœurs de métiers sont les approvisionnements en denrées alimentaires, la restauration collective et la gestion de camp en opérations. Plus récemment dans son histoire, l’EdA s’est également vu confier la gestion de certaines infrastructures de bâtiments militaires.
L’Économat des Armées intervient en complément des services de soutien du ministère des Armées et sur décision de l’État-major des armées, qui est son autorité de tutelle.
L'établissement est dirigé par un commissaire général des armées, sous l’autorité d’un conseil d'administration.

## Missions et périmètre d’intervention
Partenaire historique du soutien des forces armées françaises, l’Économat des armées apporte ses services dans la distribution et la logistique alimentaire, la restauration, la construction, l’infrastructure, la gestion de camp, la fourniture de services de loisirs et de solutions numériques, le soutien événementiel.
L’EdA a vocation à intervenir sur tout le territoire national - y compris en Outre-mer (DROM-COM), mais aussi à l’étranger, en soutien des forces de présence, ou dans le cadre des opérations extérieures.
L’établissement fonctionne comme une entreprise privée, ce qui permet au ministère des Armées de s’adjoindre des compétences complémentaires spécialisées.
Le savoir-faire et l’expertise de l’EdA en matière d’organisation et de gestion des besoins lui valent d’intervenir également pour l’Organisation des Nations unies (ONU), l’Union européenne, l’Organisation du traité de l’Atlantique nord (OTAN), et d’autres entités ministérielles françaises (ministère de l’Intérieur et des Outre-mer, ministère de la santé, ministère des affaires étrangères, services du Premier ministre…).

## Histoire et dates clés

### Les origines
En 1916, pendant la Première Guerre mondiale, des coopératives d’armée sont créées pour fournir, à titre payant, des denrées de première nécessité aux soldats français (produits alimentaires, d’hygiène, articles de correspondance). Ces approvisionnements viennent en complément des ravitaillements assurés par le service de l’Intendance. Les coopératives d’armée remplacent alors la très ancienne institution des cantinières, qui accompagnaient les soldats français depuis l’Ancien régime.

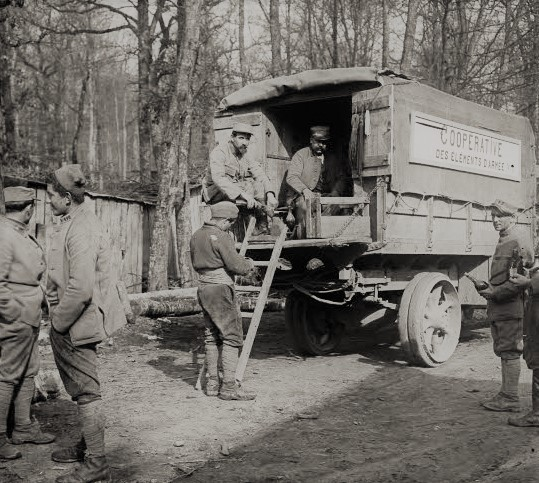
Les coopératives d'armée - 1916

L'organisation des coopératives aux armées est reconstituée en 1939 dans le cadre de la Seconde Guerre mondiale, avec des coopératives spécialisées dans la fourniture d'articles de bazar et de cantine, et d'autre part, un Centre d'approvisionnement en légumes et denrées d'ordinaire (CALDO), chargé d’assurer le ravitaillement des ordinaires des corps de troupe. Les coopératives aux armées fonctionnent en Afrique du Nord et au Levant (Moyen-Orient), au profit des Forces françaises libres. La loi non publiée no 707 du 17 juillet 1942 donne aux coopératives d’armée l’appellation d’ « Économats des armées », introduisant ainsi dans le milieu militaire un terme provenant de la SNCF.
À la fin de la Seconde Guerre mondiale, la question du maintien d'une structure d'approvisionnement des armées en temps de paix se pose. Une instruction ministérielle du 25 septembre 1945 fixe le principe de regroupement des Économats de métropole et des coopératives militaires autonomes d'Afrique du Nord, donnant ainsi naissance au service des Économats et OCADO de l'armée. Le 1er janvier 1949, les OCADO sont dissous et leurs missions confiées aux Économats. L'année suivante, les Économats cessent leurs activités en France métropolitaine, Afrique du Nord et Autriche. En 1951, trois instructions datées du 1er février et prises en application de la loi du 17 juillet 1942 confèrent aux Économats le caractère d'établissement public à caractère commercial.

### L’obtention du statut d’EPIC
Estimant que seule la loi peut créer un établissement public, en 1957, à l'occasion d'un pourvoi, le Conseil d'État fait annuler ces textes qui donnent lieu à une nouvelle loi en 1959. La loi no 59-869 du 22.7.1959 rebaptise les « Économats de l'Armée » en « Économat de l'Armée » avec le statut d'EPIC et abroge la loi du 17 juillet 1942
Elle est complétée par le décret no 64-1213 du 5 décembre 1964 fixant ses modalités d'organisation et de gestion. La tutelle de l'EPIC est exercée par la Direction centrale de l’Intendance, et en matière de contrôle, par le ministère des Finances.

### La refondation
L’article 63 de la loi de finances rectificative no 2002-1576 du 30 décembre 2002 refonde le périmètre d’intervention de l’établissement.
Rebaptisé «Économat des Armées», l’ancien Économat de l’Armée voit son caractère d’organisme interarmées officialisé par le biais de la loi de finance rectificative pour 2002. Ce texte modifie ainsi la loi du 22 juillet 1959 qui fixait jusque-là le statut de l’établissement, étend son périmètre d’intervention au soutien en métropole et ouvre son champ d’activité au soutien logistique des armées en opérations et à la prestation de services.
En effet, ce texte élargit l’action de l’Économat au « soutien logistique et la fourniture de services, de denrées et de marchandises diverses, aux formations militaires en France et à l’étranger ainsi qu’aux parties prenantes collectives et individuelles autorisées par le Ministre de la Défense ».
Dans un deuxième temps, le décret du 11 mars 2004 (version consolidée au 9 septembre 2006) portant sur l’organisation et le fonctionnement de l’EdA lui procure les moyens réglementaires nécessaires à l’exercice de ses nouvelles missions : l’établissement se voit attribuer la qualité de centrale d’achats. L’Économat devient ainsi la seconde centrale d’achats du périmètre de l’État, après l’UGAP.
Cette qualification se traduit, par la possibilité pour un acheteur public de s’adresser à l’EdA pour toute fourniture de biens et services, sans autre forme de mise en concurrence, dès lors que l’EdA applique pour lui-même et pour la totalité de ses achats les dispositions du code des marchés publics.

### L’élargissement des activités
Entre 2005 et 2019, les activités de l’Économat s’élargissent au gré de grands marchés publics qui lui sont attribués, et qui correspondent à la politique du ministère de la défense d’externaliser largement les fonctions du soutien de la vie courante en vue d’accompagner la déflation des effectifs imposée à ce ministère.
Quatre étapes marquent cet élargissement :
- en 2005, les armées confient à l’EdA la quasi-totalité (80 %) des approvisionnements en denrées alimentaires des forces : achat, stockage, distribution ;
- en 2006, une convention cadre dite CAPESFrance [1] externalise la totalité du soutien logistique courant des opérations au Tchad, en Bosnie et au Kosovo auprès de l’Economat ;
- en 2011, l’EdA est chargé d’opérer l’externalisation d’une partie (15 % environ) de la restauration des armées, en passant et en pilotant des marchés de sous-traitance auprès de sociétés de restauration collective ;
- en 2019, cette activité est amplifiée par la mise en concession auprès de l’Economat de 25% des restaurants des armées, dont l’établissement devient responsable opérationnel et pour lesquels son action s’étend à la gestion de l’infrastructure, de la maintenance courante à la construction d’ensembles neufs.

À cette activité nationale, s’ajoute la conclusion en 2008 d’un accord-cadre avec le mécanisme Athena, organe de financement des opérations militaires de l’Union européenne. En application de cet accord, l’EdA est chargé du soutien logistique (gestion de camp et infrastructure) de ces opérations.
[1] Capacité Additionnelle Par l’Externalisation du Soutien des opérations Françaises

## Organisation et direction
L’Économat des Armées est placé sous la tutelle du ministère des Armées depuis la loi du 22 juillet 1959. La tutelle est actuellement exercée par l’État-major des Armées au nom du ministre et l’EdA est lié à sa tutelle par un contrat d’objectifs et de performance (COP) pluriannuel.
L’Économat des Armées est piloté par un conseil d’administration composé de dix membres, représentants de la tutelle, administrateurs indépendants et représentants du personnel de l’établissement.
Le commissaire général de 1re classe Philippe Pourqué exerce la fonction de directeur général de l’établissement depuis juin 2021.

### Les directeurs des Économats et de l'OCADO
1. l'intendant militaire Pillet (17/07/1942-30/03/1947)
2. l'intendant militaire Lureau (01/04/1947-30/01/1951)

### Les directeurs généraux du service des Économats de l'armée
1. l'intendant militaire Vergely (01/02/1951-30/06/1955)
2. l'intendant militaire Rousseau (01/07/1955-13/12/1957)
3. l'intendant militaire Maugin (01/01/1958-31/12/1958)

### Les présidents-directeurs généraux du service des Économats de l'armée
1. l'intendant général Planes (01/01/1959-04/06/1961)
2. l'intendant général Bernard de Courville (05/06/1961-20/05/1963)
3. l'intendant général Maugin (21/05/1963-30/06/1963)
4. l'intendant général Dujardin (01/07/1963-31/12/1964)

### Les directeurs généraux de l'Économat de l'armée
1. l'intendant général Dujardin (01/01/1965-30/11/1965)
2. l'intendant général Gaillard (01/12/1965-31/12/1967)
3. l'intendant général Abric (01/01/1968-02/11/1972)
4. l'intendant général Andreani (03/11/1972-10/05/1979)
5. l'intendant général Le Scouarnec (11/05/1979-31/07/1982)
6. l'intendant général D'Aspe (01/08/1982-28/02/1986)
7. le commissaire général de division Reynal (01/03/1986-31/08/1988)
8. le commissaire général de division Pascaud (01/09/1988-31/07/1991)
9. le commissaire général de division Barjou (01/08/1991-31/07/1993)
10. le commissaire général de division Laurent (01/08/1993-30/09/1997)
11. le commissaire général de division Martin (01/10/1997-30/09/2001)
12. le commissaire général de brigade Foissier (01/10/2001-31/12/2002)

### Les directeurs généraux de l'Économat des armées
1. le commissaire général de brigade Foissier (01/01/2003-31/01/2004)
2. le commissaire général de division Foissier (01/02/2004-31/12/2006)
3. le commissaire général Durbise (01/01/2007-31/12/2009)
4. le commissaire général Beyries (05/01/2010-28/02/2011)
5. le commissaire général Vuillermet (01/04/2011- 31/07/2016)
6. le commissaire général de 1re classe Lautrédou (01/08/2016 - 06/06/2021)
7. le commissaire général de 1re classe Pourqué (07/06/2021 -)

## Implantations et présences (passées et actuelles)

### En France
Le siège de l’Économat des Armées est situé à Pantin, en Seine-Saint-Denis.

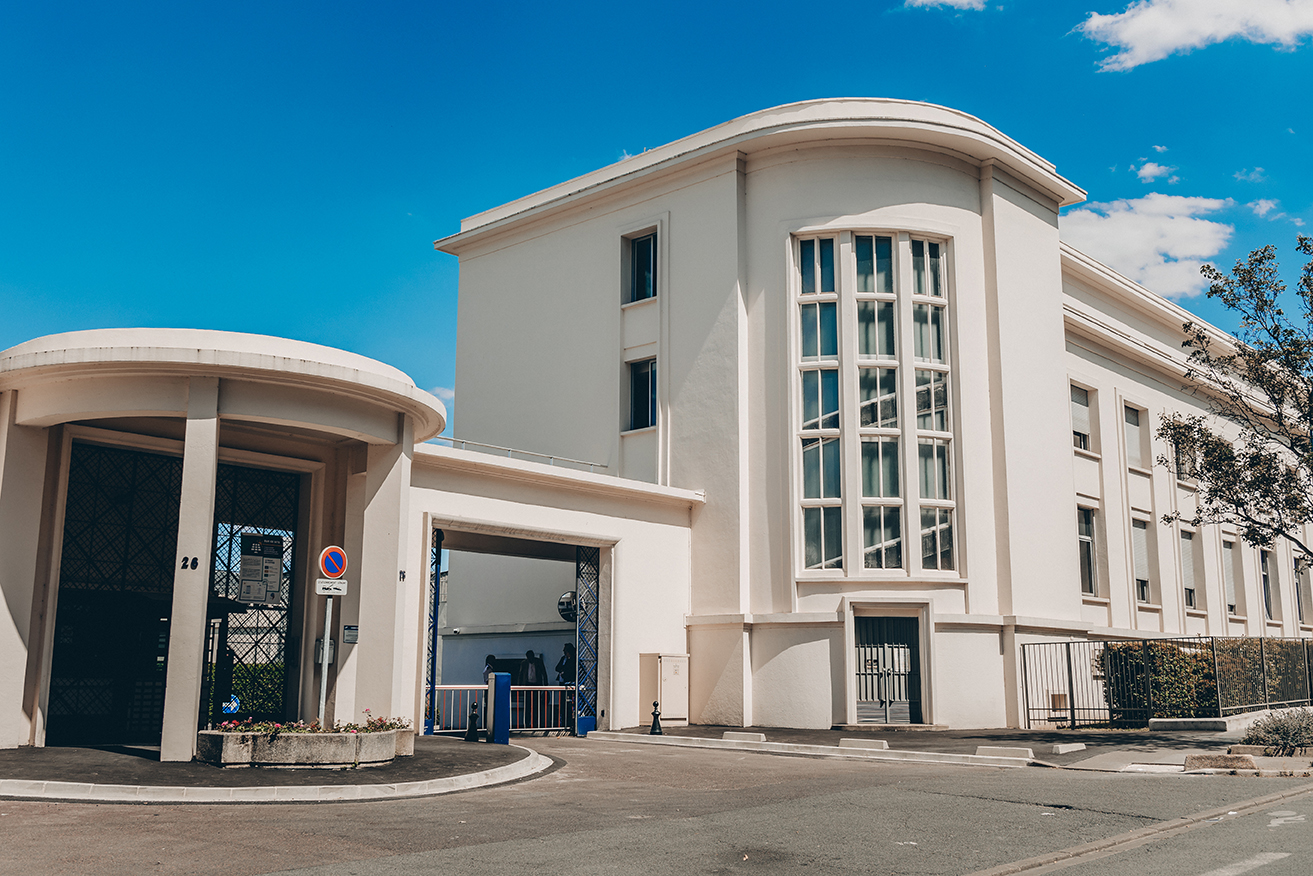
Siège de l'Economat des Armées à Pantin

Près de 300 employés y travaillent (en 2023), et une centaine d’autres sont répartis sur le territoire national, essentiellement pour gérer ou soutenir les restaurants externalisés et concédés par le ministère des Armées à l’EdA.
L’EdA est présent dans les Outre-mer (Guadeloupe, Guyane, Martinique, Réunion), où des collaborateurs sont basés pour assurer le soutien des forces armées localisées dans ces départements et régions françaises, et assurer diverses missions de soutien ponctuelles.
Depuis la fin de la Seconde Guerre mondiale, l’Économat des Armées exerce également ses activités à l’étranger.

### À l'étranger

#### Les comptoirs
Dans l’histoire de l’EdA, le « comptoir » est le nom donné au lieu de stockage et de vente de produits – essentiellement alimentaires – mis en place et géré par l’Économat à destination des forces françaises basées hors-métropole et de leurs familles. Cette appellation a fini par désigner les implantations permanentes de l’Economat hors métropole.
À partir du début des années 1940 et jusqu’en 2010, l’EdA a ouvert de nombreux comptoirs dans la plupart des régions du monde où les forces françaises étaient présentes.
- Comptoir d’Allemagne (1945-1999)
- Comptoir d’Autriche (1945 – 1950)
- Comptoir d’Extrême-Orient (Indochine et Laos) (1955 – 1976)
- Comptoir d’Algérie (1956 – 1967)
- Comptoir de Chypre (1956-1957)
- Comptoir de Madagascar (1967 – 1974)
- Comptoir de métropole Solenzara (1968 – 1997)
- Comptoir de Djibouti (1969 – 1976)
- Comptoir de Fort Lamy (capitale du Tchad, devenu N’Djaména en 1973) (1969 – 1975)
- Comptoir de Guyane (1971 – 2010)
- Comptoir de métropole Canjuers (1973 – 2008)
- Comptoir de la Réunion (1974 – 1990)
- Comptoir de Nouvelle-Calédonie (1975 – 1979)
- Comptoir de Libreville Gabon (1986 – 1997)

#### Le soutien des opérations
L’EdA a assuré et assure le soutien de nombreuses opérations extérieures dans le monde :
- Bosnie-Herzégovine - Opération Salamandre (1992 – 2011)
- Somalie - Opération Oryx (1992 – 1993)
- Haïti - Opération Minuha (1993 – 1996)
- Rwanda - Opération Minuar (1994 – 1996)
- Kosovo - Opération Trident (1999 – 2015)
- Afghanistan - Opération Pamir (2002 – 2014)
- Côte d’Ivoire - Opération Licorne (2002 – 2015)
- Ouganda & RDC - Opération Artemis (2003)
- Tchad (opérations Epervier puis Barkhane, depuis 2006)
- Mali - Opération Serval (2013 – 2014)
- République centrafricaine - Opération Sangaris (2013 – 2016)
- Sahel (Burkina Faso, Mali, Mauritanie, Niger, Tchad) - Opération Barkhane (2014 – 2022)
- Roumanie – Mission Aigle (depuis 2023)

L’Économat des armées assure également le soutien des missions militaires d’organisations internationales. Il a ainsi assuré le ravitaillement de l’opération FORPRONU en Bosnie-Herzégovine en 1992, ainsi que de toutes les opérations militaires de l’Union européenne ayant une composante terrestre entre 2008 et 2023. La première fut l’opération EUFOR Tchad en 2008, la dernière en date la mission EUTM Mali jusqu’en 2023.